# Zabolotnogo
Zabolotnogo är en nunatak i Antarktis. Den ligger i Östantarktis. Norge gör anspråk på området. Toppen på Zabolotnogo är 1 807 meter över havet.
Terrängen runt Zabolotnogo är kuperad västerut, men österut är den platt. Terrängen runt Zabolotnogo sluttar norrut. Trakten är obefolkad. Det finns inga samhällen i närheten. 